# Sunny Hill
Sunny Hill (hangul: 써니힐) är en sydkoreansk tjejgrupp bildad år 2007 av For Everyone Media.
Gruppen består av de fyra medlemmarna Misung, Jubi, Seungah och, Kota.

## Medlemmar
| Artistnamn   | Artistnamn | Födelsenamn   | Födelsenamn | Födelsedatum    | Medlemstid |
| Romanisering | Hangul     | Romanisering  | Hangul      | Födelsedatum    | Medlemstid |
| Nuvarande    | Nuvarande  | Nuvarande     | Nuvarande   | Nuvarande       | Nuvarande  |
| ------------ | ---------- | ------------- | ----------- | --------------- | ---------- |
| Misung       | 미성       | Lee Mi-sung   | 이미성      | 13 april 1986   | 2011-idag  |
| Jubi         | 주비       | Kim Eun-young | 김은영      | 4 augusti 1986  | 2007-idag  |
| Seungah      | 승아       | Lee Seung-ah  | 이승아      | 29 mars 1987    | 2007-idag  |
| Kota         | 코타       | Ahn Jin-ah    | 안진아      | 14 oktober 1987 | 2010-idag  |
| Tidigare     |            |               |             |                 |            |
| Janghyun     | 장현       | Kim Jang-hyun | 김장현      | 16 juli 1985    | 2007-2014  |

## Diskografi

### Album
| Albuminformation                                               | Topplacering          |
| Albuminformation                                               | Sydkorea (Gaon Chart) |
| -------------------------------------------------------------- | --------------------- |
| Love Letter (Singelalbum) - Släppt: 20 september 2007          | —                     |
| 2008 My Summer (Singelalbum) - Släppt: 3 juli 2008             | —                     |
| Midnight Circus (EP-skiva) - Släppt: 3 juni 2011               | 20                    |
| The Grasshoppers (Singelalbum) - Släppt: 13 januari 2012       | 2                     |
| Antique Romance (EP-skiva) - Släppt: 13 december 2012          | 10                    |
| Young Folk (EP-skiva) - Släppt: 19 juni 2013                   | 12                    |
| Sunny Blues (Studioalbum) - Nyutgåva: Part B (29 januari 2015) | 7                     |
| Way (EP-skiva) - Släppt: 31 augusti 2016                       | —                     |

### Singlar
| År   | Titel                        | Topplacering          |
| År   | Titel                        | Sydkorea (Gaon Chart) |
| ---- | ---------------------------- | --------------------- |
| 2007 | "Ring Back Tone"             | —                     |
| 2007 | "Because It's You"           | —                     |
| 2008 | "Love Is All I Know"         | —                     |
| 2009 | "You Don't Know"             | —                     |
| 2011 | "Midnight Circus"            | 7                     |
| 2011 | "Pray"                       | 9                     |
| 2012 | "The Grasshopper Song"       | 4                     |
| 2012 | "Is The White Horse Coming?" | 10                    |
| 2012 | "Goodbye to Romance"         | 5                     |
| 2013 | "Darling of All Hearts"      | 9                     |
| 2014 | "Don't Say Anything"         | 24                    |
| 2014 | "Once in Summer"             | 27                    |
| 2014 | "Monday Blues"               | 83                    |
| 2014 | "Here I Am"                  | 68                    |
| 2015 | "Child in Time"              | 33                    |
| 2016 | "On The Way Home"            | —                     |
| 2017 | "Crossroads"                 | —                     |